# Aeroportul Diapaga
Aeroportul Diapaga (IATA: DIP, ICAO: DFED) este un aeroport din Burkina Faso ce deservește zona Diapaga. A fost numit după zona deservită.
Situat la o altitudine de 278 m, aeroportul dispune de o singură pistă.